# Régine Cavagnoud
Régine Cavagnoud, née le 27 juin 1970 à Thônes, en Haute-Savoie, et morte le 31 octobre 2001 à Innsbruck, en Autriche, est une skieuse alpine française.
Elle fait ses débuts en Coupe du monde en décembre 1990 et remporte sa première épreuve en janvier 1999 dans la descente de Cortina d'Ampezzo. Au cours de sa carrière, elle est sacrée championne du monde de super-G lors des mondiaux de Sankt Anton am Arlberg en 2001.
Régine Cavagnoud a pris 199 départs en Coupe du monde. Elle compte huit victoires, pour un total de vingt-trois podiums. Elle se classe à deux reprises à la troisième place du classement général de la Coupe du monde, en 2000 et 2001, et remporte le globe de cristal du super-G cette dernière année. Elle compte également cinq titres de championne de France.
Deux jours après avoir pris la troisième place du slalom géant d'ouverture de la saison 2001-2002 à Sölden, en Autriche, Régine Cavagnoud heurte un entraîneur allemand alors qu'elle effectue une descente d'entraînement sur le glacier du Pitztal, le 29 octobre 2001. Transportée à l'hôpital universitaire d'Innsbruck, elle y meurt deux jours plus tard, victime de lésions cérébrales irréversibles.

## Biographie

### Premières années

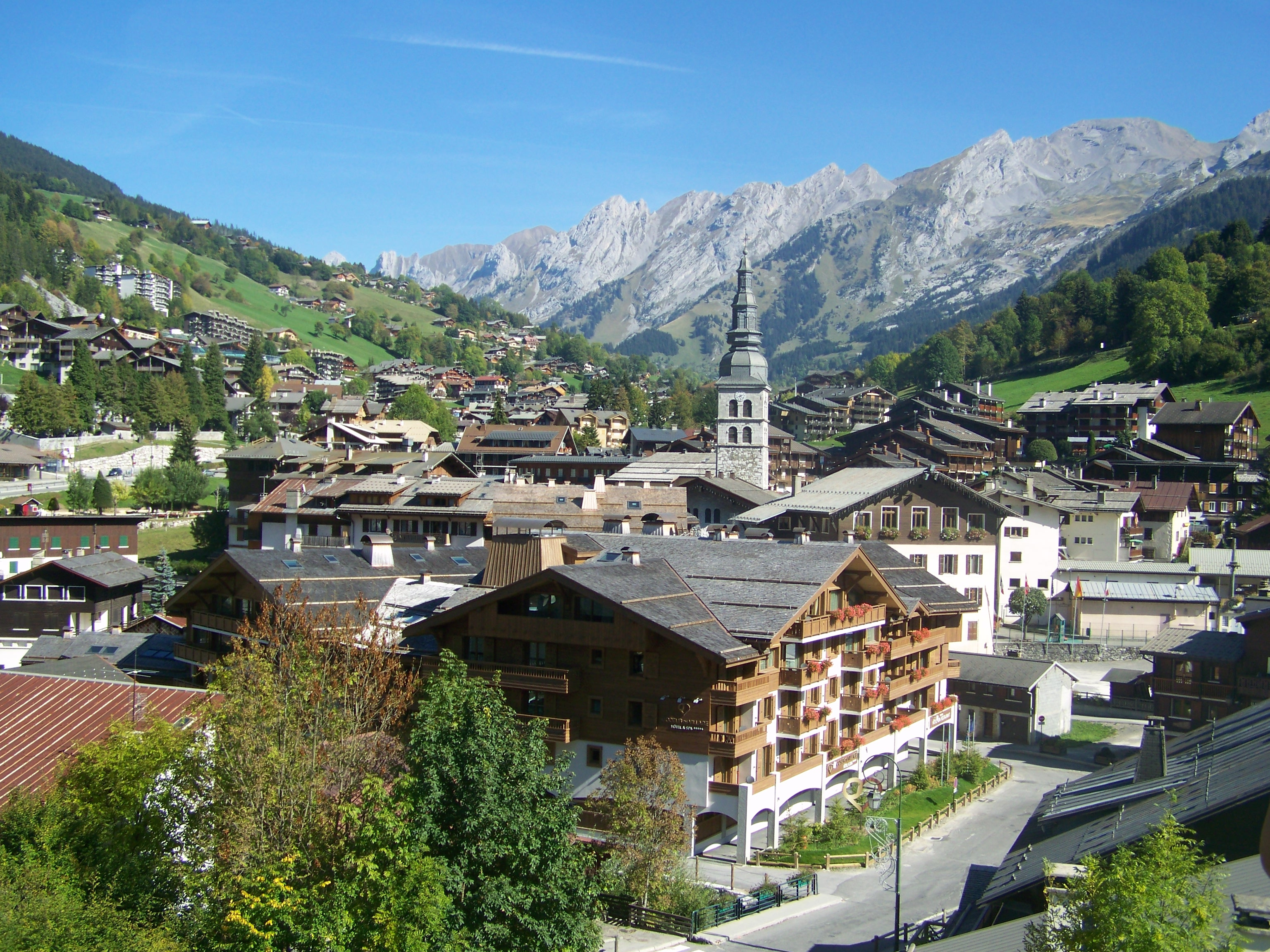
Régine Cavagnoud grandit dans la station de La Clusaz.

Régine Cavagnoud naît le 27 juin 1970 à Thônes, dans le département de la Haute-Savoie. Elle grandit à La Clusaz avec son père François, qui exerce la profession de menuisier, sa mère Simone et sa grande sœur Valérie. Elle commence le ski à l'âge de trois ans et dispute sa première compétition, qu'elle remporte, deux ans plus tard dans sa station. Elle intègre le Club des Sports de La Clusaz où elle est entraînée par son cousin Gaston Cavagnoud,. Régine Cavagnoud intègre l'équipe de France espoirs à l'âge de 15 ans pour la saison 1985-1986, où son entraîneur la suit. Les blessures ne l'épargnent pas : la saison suivante, elle est victime d'une rupture des ligaments croisés du genou gauche, en 1988 elle se fracture l'épaule droite, enfin en 1989 elle souffre d'une rupture des ligaments croisés du genou droit. Lors des championnats du monde juniors de ski alpin de 1987, elle se classe 6e du slalom géant disputé à Sälen en Suède, puis 7e de la descente d'Hemsedal en Norvège.

### Carrière sportive

#### Débuts en Coupe du monde et première participation aux Jeux olympiques (1990-1992)
Régine Cavagnoud fait ses débuts en Coupe du monde le 22 décembre 1990 dans la combiné de Morzine, duquel elle se classe 10e, ce qui lui permet de marquer ses premiers points. Le mois suivant, elle dispute ses premiers championnats du monde à Saalbach-Hinterglemm, en Autriche. Elle y est engagée sur deux épreuves : le super-G dont elle se classe 12e, puis le combiné dont elle prend la 10e place. Elle obtient ensuite des résultats encourageants en prenant les 6e et 7e place des deux descentes de Coupe du monde organisées à Vail, dans le Colorado. Alors qu'elle n'a pris part qu'à trois courses, Régine Cavagnoud se classe 50e du classement général de la Coupe du monde pour sa première saison, et 19e du classement spécifique de la descente.
Lors de la saison 1991-1992, Régine Cavagnoud participe plus régulièrement aux épreuves de Coupe du monde, mais n'obtient pas mieux qu'une 15e place dans la descente de Schruns avant de prendre part à ses premiers Jeux olympiques, organisés à Albertville. Elle y obtient son meilleur résultat dans la discipline du combiné avec une dixième place. Elle termine également 17e en descente et 26e en super-G. Moins d'un mois après les Jeux, elle se classe 10e de la descente de Vail, ce qui constitue son meilleur résultat de la saison en Coupe du monde, dont elle prend la 51e place du classement général,.

#### Premiers podiums et période difficile (1993-1998)
Alors qu'elle se classe systématiquement au-delà de la 15e place lors de la première partie de la saison 1992-1993, Régine Cavagnoud montre une progression dans ses résultats dès le début de l'année 1993 : 9e et 7e des deux descentes organisées à Cortina d'Ampezzo, elle se classe également 10e du super-G disputé dans la station italienne. Engagée aux championnats du monde de Morioka, elle prend la 11e place de la descente et la 15e du super-G. Régine Cavagnoud obtient ensuite ses deux premiers podiums en Coupe du monde, lors de l'étape suisse dans la station de Veysonnaz. D'abord 4e lors de la première descente, elle se classe 2e le lendemain toujours en descente, puis 3e le surlendemain en super-G, une course remportée par sa compatriote Carole Merle. Elle s'affirme alors comme l'une des meilleures descendeuses du circuit, achevant la saison au 8e rang du classement spécifique de la discipline, au 10e rang en super-G et au 13e rang du classement général de la Coupe du monde.
La saison 1993-1994 est plus difficile pour Régine Cavagnoud : elle connaît des douleurs dorsales qui l'obligent à s'entraîner avec une minerve. Elle se classe néanmoins 9e et 7e de la descente et du super-G de Cortina d'Ampezzo et 7e du super-G de Sierra Nevada. Elle participe aux Jeux olympiques de Lillehammer où elle termine 11e du super-G, 18e du slalom géant et seulement 26e de la descente.
Régine Cavagnoud peine à retrouver son meilleur niveau : elle ne se classe qu'à trois reprises parmi les dix premières d'une épreuve de Coupe du monde lors de la saison 1994-1995, son meilleur résultat étant une 7e place dans le super-G de Lake Louise. Elle remporte toutefois son premier titre de championne de France de descente. L'année suivante, elle n'obtient qu'un top 10 lors de l'avant dernière descente de la saison en finissant 8e à Narvik. Quelques jours auparavant, à l'occasion des mondiaux de Sierra Nevada, elle ne s'était classée que 25e du super-G et 26e de la descente. En fin de saison, Régine Cavagnoud remporte deux nouveaux titres de championne de France, l'un en slalom géant, l'autre en super-G. La saison 1996-1997 est de meilleure facture : elle obtient son meilleur résultat dans la descente de Cortina d'Ampezzo avec une 7e place, entre à quinze reprises dans les points mais ne compte que quatre top 10. Lors des mondiaux de Sestrières, elle se classe 21e du super-G et 26e de la descente, puis obtient son deuxième titre de championne de France de la descente,.
Lors de la saison 1997-1998, Régine Cavagnoud montre des signes de progression : elle se classe à cinq reprises dans le top 10 en Coupe du monde, dont une 5e place à Val-d'Isère derrière sa compatriote Mélanie Suchet et devant une autre Française, Carole Montillet. Ces résultats lui permettent de terminer la saison dans les dix meilleures descendeuses de la Coupe du monde (9e), une performance qu'elle n'avait pas réalisée depuis 1993,. Régine Cavagnoud participe à Nagano à ses troisièmes Jeux olympiques. D'abord 11e du super-G, elle prend part à la bonne performance des skieuses françaises lors de la descente : elle se classe 7e, tandis que Florence Masnada obtient la médaille de bronze et Mélanie Suchet la 4e place.

#### Premiers succès et nouvelle blessure (1998-1999)
Régine Cavagnoud obtient ses premiers succès lors de la saison 1998-1999. Dès le début de la saison, elle fait preuve de régularité aux alentours de la dixième place : 9e puis 12e en slalom géant, à Sölden et Park City, 8e puis 9e lors des deux descentes de Lake Louise, 11e puis 9e en super-G, à Lake Louise et Mammoth Mountain. Le 10 décembre, elle monte sur le podium du super-G de Val-d'Isère, son premier podium depuis plus de cinq ans. Elle confirme sa forme ascendante lors de l'étape de Coupe du monde de Veysonnaz, en Suisse. Cinquième de la première descente, elle prend la 2e place le lendemain, derrière l'Autrichienne Alexandra Meissnitzer. Décevante à Semmering, puis Maribor, où elle n'obtient au mieux qu'une 19e place, elle se classe ensuite 4e du super-G de Sankt Anton am Arlberg.
Régine Cavagnoud réussit la meilleure semaine de sa carrière sur les pistes de Cortina d'Ampezzo : elle y remporte deux victoires, une 3e et une 4e places en seulement quatre jours. Dans la première course de la semaine, elle s'impose en descente devant l'Italienne Isolde Kostner, qui avait remporté cette descente les trois saisons précédentes. Ce premier succès en Coupe du monde dans la carrière de Régine Cavagnoud est aussi le premier d'une française en descente depuis Caroline Attia en 1982. Elle déclare à l'issue de la course : « Pour la première fois depuis longtemps j'ai réussi à mettre en pratique durant toute une course ce que je parviens à faire lors des entraînements. J'en ai ressenti un plaisir de skier unique et surtout un déclic qui m'a libérée. » Troisième du premier super-G, elle remporte le second le lendemain, avec un écart de plus d'une seconde sur sa plus proche poursuivante. Elle conclut sa bonne prestation en prenant la 4e place du slalom géant, son meilleur résultat jusqu'alors dans cette discipline, et reconnaît que la fatigue due aux quatre jours de courses consécutifs lui a probablement coûté un meilleur résultat : « Je me suis fait chahuter sur les mouvements de terrain. J'ai manqué de tonus, alors, après m'être fait éjecter deux fois, je me suis un peu crispée. Quatre épreuves de suite, c'est beaucoup. On a l'impression de disputer toute la saison dans la même station. » Les résultats de Régine Cavagnoud à Cortina d'Ampezzo en font l'une des favorites pour les championnats du monde de Vail, disputés une dizaine de jours plus tard. Elle doit toutefois déclarer forfait pour la compétition : elle se blesse au genou droit en chutant lourdement lors du premier entraînement de la descente et souffre d'une déchirure ligamentaire. Elle ne peut dès lors disputer les dernières épreuves de Coupe du monde de la saison, mais se classe néanmoins 7e du classement général, ce qui constitue alors le meilleur résultat de sa carrière, ainsi que 4e du classement spécifique du super-G et 8e du classement spécifique de la descente.

#### Retour et globe de cristal (1999-2001)
Régine Cavagnoud fait son retour sur le circuit de la Coupe du monde la saison suivante. Treizième du slalom géant de Tignes, elle obtient sa première victoire en slalom géant à Copper Mountain. Première à l'issue de la première manche, elle s'impose finalement face à l'Italienne Karen Putzer pour sept centièmes de seconde, malgré une seconde manche moins réussie avec le 21e temps. Elle se classe également 3e du slalom géant de Val-d'Isère, démontrant ainsi les progrès qu'elle a réalisés dans les épreuves techniques. Première à l'issue de la première manche, avec seulement deux centièmes d'avance sur l'Autrichienne Michaela Dorfmeister. Régine Cavagnoud obtient un troisième podium en prenant la 3e place du super-G de Saint-Moritz derrière les Italiennes Karen Putzer et Alessandra Merlin, le 19 décembre 1999. Pour autant, elle enregistre parfois des résultats décevants comme une 28e place dans la première descente de Saint-Moritz, ou encore une 25e place dans le slalom géant de Maribor puis celui de Berchtesgaden. Comme l'année précédente, elle remporte la descente de Cortina d'Ampezzo : « La descente est ma discipline favorite. J'aime la vitesse. Je l'ai cherchée constamment et j'ai été excellente dans la partie technique. Je n'ai pas été affectée par la visibilité qui n'était pas parfaite. » Elle termine ensuite 2e du super-G de Santa Caterina puis remporte la dernière descente de la saison, à Bormio, sa troisième victoire de la saison. Elle termine à la troisième place du classement général de la Coupe du monde avec 1 036 points, loin derrière les Autrichiennes Renate Götschl (1 631 points) et Michaela Dorfmeister (1 306 points), mais avec le meilleur rang de sa carrière.
Le début de saison 2000-2001 de Régine Cavagnoud est réussi : 4e du slalom inaugural de Sölden en Autriche, elle se classe 17e dans la même discipline à Park City, puis monte sur le podium du super-G d'Aspen en prenant la deuxième place. Lors de l'étape canadienne de la Coupe du monde à Lake Louise, elle termine à la 4e place des deux descentes organisées, puis une nouvelle deuxième place en super-G. Elle remporte sa première victoire de la saison le 6 décembre dans le super-G de Val-d'Isère et conforte ainsi sa première place au classement de la Coupe du monde de la discipline. Au mois de décembre, elle obtient un nouveau podium avec la 3e place dans la descente de Saint Moritz.
Régine Cavagnoud remporte sa deuxième victoire de la saison le 13 janvier 2001 dans le super-G d'Haus im Ennstal, après s'être classée 4e de la descente disputée le matin même en raison des conditions météorologiques défavorables la veille. Cette victoire conforte sa place de leader au classement de la spécialité, ainsi que sa 3e place au classement général de la Coupe du monde : « Dans ce super-G, il fallait de l'engagement, a-t-elle continué. Et j'ai failli rater deux portes. Mais je ne me suis pas affolée. J'ai retrouvé les sensations de Val-d'Isère. Je maîtrise bien, j'ai le bon timing. Je m'aperçois qu'après un mois sans disputer cette spécialité, je n'ai pas perdu le fil de la vitesse. » À Cortina d'Ampezzo, l'une de ses pistes favorites, elle se classe 3e de la descente puis gagne le super-G, son troisième de la saison. Avec deux secondes places puis trois victoires consécutives dans cette discipline depuis le début de la saison, elle se présente en grande favorite de l'épreuve aux championnats du monde de Sankt Anton am Arlberg, mais affirme que son objectif prioritaire est de remporter le classement général de la Coupe du monde.
Le 29 janvier, sur la piste Karl-Schranz, elle s'élance avec le dossard no 7 et bat le meilleur temps établi jusqu'alors par l'Italienne Isolde Kostner de cinq centièmes de seconde. Aucune des autres favorites ne parvient à la devancer et Régine Cavagnoud remporte son premier titre de championne du monde. C'est aussi le premier titre mondial d'une skieuse française depuis celui de Carole Merle à Morioka huit ans plus tôt. Satisfaite à l'arrivée, elle explique avoir fait la différence sur ses adversaires dans la partie intermédiaire du parcours en coupant ses trajectoires. Elle dispute deux autres courses lors de ces Mondiaux, et finit 12e de la descente et 17e du slalom géant. En fin de saison, elle obtient deux autres podiums : une 2e place en descente à Lenzerheide et une 3e place en super-G à Åre. Pour la seconde année consécutive, elle termine à la troisième place du classement général de la Coupe du monde avec 1 105 points. C'est la Croate Janica Kostelić qui remporte cette année-là le gros globe de cristal avec 1 256 points devant l'Autrichienne Renate Götschl. Régine Cavagnoud se console toutefois en remportant le globe du super-G. Elle achève la saison en remportant le titre de championne de France de slalom géant.

### Accident fatal
Alors qu'elle s'est classée 3e du premier slalom géant de la saison 2001-2002, disputé à Sölden, Régine Cavagnoud est victime d'un accident lors d'un entraînement en descente deux jours plus tard, le 29 octobre 2001, sur le glacier du Pitztal. Elle heurte Markus Anwander, entraîneur de l'équipe d'Allemagne, qui traversait la piste et qui n'avait pas été prévenu du départ de la skieuse française. À cause d'un manque de communication, elle a eu confirmation de « piste libre » et autorisation pour la descente alors que, pour l'Allemand, l'entraînement était suspendu pour l'entretien de la piste. Régine Cavagnoud décolle sur une bosse et n'a aucune chance d'éviter l'entraîneur allemand, qui coupe la piste skis aux pieds en contrebas du troisième virage. Le choc, tête contre tête, est énorme, projetant les deux corps inertes à plus de 100 mètres du point d'impact. Les entraîneurs français Laurent Donato et Xavier Fournier, ainsi que la skieuse Carole Montillet, sont les premiers arrivés sur les lieux, et découvrent le corps de Régine Cavagnoud inanimé.
Évacuée par hélicoptère vers l'hôpital universitaire d'Innsbruck où elle est admise aux urgences à 13 h, elle ne sort de salle d'opération que vers 20 h. Le docteur fédéral Marie-Philippe Rousseaux-Bianchi, présente à ses côtés en Autriche en compagnie du directeur des équipes de France féminines de ski alpin, Jean-Philippe Vulliet, déclare que Régine Cavagnoud présente alors un « polytraumatisme, crânien, thoracique et abdominal » et se trouve dans le coma, tandis que son pronostic vital, comme celui de l'entraîneur allemand, est engagé.
La famille de Régine Cavagnoud se rend sur place en compagnie de son fiancé et du maire de la commune de La Clusaz, Claude Comte. Au lendemain de son opération, le professeur Blaette, spécialiste en neurochirurgie de l'hôpital d'Innsbruck se montre pessimiste : « Son état s'est aggravé. Une nouvelle opération ne servira à rien. Son état est irréversible. » Les importants dommages cérébraux dont souffre Régine Cavagnoud ne cessent de s'aggraver jusqu'à son décès, dans la matinée du 31 octobre 2001, à l’hôpital d'Innsbruck. Il s'agit du second accident mortel en ski alpin féminin, après celui d'Ulrike Maier en 1994.
Les obsèques de la skieuse se tiennent le 5 novembre, dans la station de La Clusaz, en présence de la ministre des Sports Marie-George Buffet, du président du Comité national olympique et sportif français (CNOSF) Henri Sérandour et de plusieurs membres de l'équipe de France de ski alpin. Un écran géant disposé sur la place du village permet à 2 000 personnes de suivre la cérémonie religieuse en direct. Régine Cavagnoud est ensuite inhumée au cimetière de la station dans la plus stricte intimité.

## Le «procès Cavagnoud»
Quelques jours après l'accident mortel de Régine Cavagnoud, une polémique naît quant à l'éventuelle responsabilité des encadrements techniques français et allemand. Une enquête est ouverte auprès du procureur du parquet d'Innsbruck, Heinrich Tede, qui soupçonne alors « des négligences humaines ». Le juge d'instruction Andreas Maier, chargé de l'enquête, auditionne tour à tour les équipes allemandes et françaises entre décembre 2001 et janvier 2002. En juin 2002, le parquet autrichien referme l'enquête et renvoie les poursuites contre deux entraîneurs français, Xavier Fournier et David Fine, à la justice française. Aucune charge n'est retenue contre les entraîneurs allemands. L'entraîneur allemand Markus Anwander, qui avait été percuté par Régine Cavagnoud, se porte partie civile, de même que la famille de la skieuse. Poursuivis pour « homicide et blessures involontaires », Xavier Fournier et David Fine sont condamnés le 13 juin 2005 par le tribunal correctionnel d'Annecy à trois mois de prison avec sursis et 5 000 euros d'amende. Selon le procureur, leur faute est « d'une particulière évidence » car « ils n'ont pas informé la partie allemande du départ de Régine Cavagnoud » alors que la piste était censée être fermée pour son lissage.

## Style, personnalité et caractéristiques
Régine Cavagnoud est décrite au début de sa carrière comme une skieuse timide, réservée et peu épanouie. Peu avant son titre mondial en super-G, obtenu en 2001, son cousin et ancien entraîneur Gaston Cavagnoud précise : « Elle est moins dure maintenant. Elle arrive à s'épanouir un peu mieux. Lorsque j'étais entraîneur national, il fallait serrer la vis pour la mettre au boulot. Elle avait d'énormes qualités mentales et de glisse mais c'était difficile de lui faire travailler la technique. Comme elle gagnait presque tout, c'était compréhensible. Mais quand elle se prenait une bâche, il était soudain plus facile de la faire bosser. Et là, elle donnait un vrai coup de fouet. » Il estime également que ses nombreuses blessures ont retardé son éclosion mais lui ont également permis de gagner en maturité en forgeant son mental. Le journaliste Lionel Froissart estime que Régine Cavagnoud a parfois souffert de sa rivalité avec les autres skieuses françaises et souligne qu'elle a « fait un effort en sortant de sa coquille et en s'ouvrant aux autres » avec la mise en place d'un nouvel encadrement technique autour de l'équipe de France féminine au début de la saison 2000-2001. Son amie, la skieuse suisse Corinne Rey-Bellet, la présente comme une personne qui « dégageait gentillesse, calme et stabilité ».

## Palmarès

### Jeux olympiques d'hiver
Régine Cavagnoud participe à trois éditions des Jeux olympiques d'hiver, aux Jeux d'Albertville en 1992, ceux de Lillehammer en 1994 et ceux de Nagano en 1998. Elle y dispute huit courses et obtient son meilleur résultat lors de la descente de Nagano avec une septième place.
| Épreuve / Édition | Albertville 1992 | Lillehammer 1994 | Nagano 1998 |
| ----------------- | ---------------- | ---------------- | ----------- |
| Descente          | 17e              | 26e              | 7e          |
| Super-G           | 26e              | 11e              | 16e         |
| Slalom Géant      | -                | 18e              | -           |
| Slalom            | -                | -                | -           |
| Combiné           | 10e              | -                | -           |

### Championnats du monde
Régine Cavagnoud participe à cinq éditions des championnats du monde de ski alpin entre 1991 et 2001. Elle obtient une médaille d'or en super-G lors de ses derniers mondiaux, à Sankt Anton am Arlberg.
| Épreuve / Édition | Saalbach-Hinterglemm 1991 | Morioka-Shizukuishi 1993 | Sierra Nevada 1996 | Sestrière 1997 | Sankt Anton 2001 |
| ----------------- | ------------------------- | ------------------------ | ------------------ | -------------- | ---------------- |
| Descente          | -                         | 11e                      | 26e                | 26e            | 12e              |
| Super-G           | 12e                       | 15e                      | 25e                | 21e            | Or               |
| Slalom Géant      | -                         | -                        | -                  | -              | 17e              |
| Slalom            | -                         | -                        | -                  | -              | -                |
| Combiné           | 10e                       | -                        | -                  | -              | -                |

### Coupe du monde
Au total, Régine Cavagnoud participe à 199 courses en Coupe du monde. Elle obtient 23 podiums, dont huit victoires. Ces podiums se décomposent en trois victoires, trois secondes places et deux troisièmes places en descente, quatre victoires, trois secondes places et cinq troisièmes places en super-G. Elle remporte un seul slalom géant et obtient deux troisièmes places dans la même discipline.
Ses meilleurs résultats au classement au général sont deux troisièmes places, en 2000 et 2001. Elle remporte le classement du super-G en 2001.

#### Différents classements en Coupe du monde
| Saison / Épreuve | Saison / Épreuve | Général | Général | Descente | Descente | Super-G | Super-G | Slalom géant | Slalom géant | Combiné | Combiné |
| ---------------- | ---------------- | ------- | ------- | -------- | -------- | ------- | ------- | ------------ | ------------ | ------- | ------- |
| Saison / Épreuve | Saison / Épreuve | Class.  | Points  | Class.   | Points   | Class.  | Points  | Class.       | Points       | Class.  | Points  |
| 1991             | 1991             | 50e     | 20      | 19e      | 19       | -       | -       | -            | -            | 20e     | 1       |
| 1992             | 1992             | 51e     | 141     | 21e      | 93       | 39e     | 28      | -            | -            | 21e     | 20      |
| 1993             | 1993             | 13e     | 497     | 8e       | 271      | 10e     | 158     | 39e          | 26           | 8e      | 42      |
| 1994             | 1994             | 28e     | 259     | 27e      | 64       | 12e     | 144     | 33e          | 35           | 23e     | 16      |
| 1995             | 1995             | 26e     | 269     | 20e      | 99       | 9e      | 165     | 52e          | 5            | -       | -       |
| 1996             | 1996             | 46e     | 155     | 26e      | 74       | 22e     | 59      | 36e          | 22           | -       | -       |
| 1997             | 1997             | 27e     | 256     | 15e      | 137      | 15e     | 111     | 47e          | 8            | -       | -       |
| 1998             | 1998             | 28e     | 272     | 9e       | 167      | 21e     | 67      | 52e          | 4            | -       | -       |
| 1999             | 1999             | 7e      | 764     | 8e       | 295      | 4e      | 335     | 16e          | 134          | -       | -       |
| 2000             | 2000             | 3e      | 1 036   | 5e       | 417      | 4e      | 330     | 11e          | 263          | 10e     | 26      |
| 2001             | 2001             | 3e      | 1 105   | 3e       | 360      | 1re     | 577     | 15e          | 132          | 7e      | 36      |
| 2002             | 2002             | 81e     | 60      | -        | -        | -       | -       | 30e          | 60           | -       | -       |

#### Détail des victoires
| Saison / Épreuve | Descente                 | Super-G                                       | Slalom géant    | Total |
| 1999             | Cortina d'Ampezzo        | Cortina d'Ampezzo                             | –               | 2     |
| 2000             | Cortina d'Ampezzo Bormio | –                                             | Copper Mountain | 3     |
| 2001             | –                        | Val-d'Isère Haus im Ennstal Cortina d'Ampezzo | –               | 3     |
| Total            | 3                        | 4                                             | 1               | 8     |

#### Performances générales
| Résultat  | Descente | Super-G | Slalom géant | Combiné | Slalom | Total |
| --------- | -------- | ------- | ------------ | ------- | ------ | ----- |
| 1re place | 3        | 4       | 1            | -       | -      | 8     |
| 2e place  | 3        | 3       | -            | -       | -      | 6     |
| 3e place  | 2        | 5       | 2            | -       | -      | 9     |
| Top 10    | 34       | 32      | 7            | 2       | -      | 76    |
| Top 30    | 71       | 56      | 33           | 5       | -      | 167   |
| Autres    | 6        | 6       | 17           | -       | 3      | 32    |
| Départs   | 77       | 62      | 50           | 5       | 3      | 199   |

### Championnats du monde juniors
Régine Cavagnoud n'a participé qu'à une seule édition des Championnats du monde juniors. Elle y a pris deux départs et obtenu deux places dans les dix premières.
| Épreuve / Édition            | Descente | Slalom géant |
| ---------------------------- | -------- | ------------ |
| Mondiaux 1987 Hemsedal Sälen | 7e       | 6e           |

### Championnats de France
Régine Cavagnoud compte sept titres de championne de France dont deux en descente, deux en super G, deux en slalom géant et un en combiné. Elle a également terminé sept fois sur le podium.
| Épreuve / Édition                          | Descente           | Super-G           | Slalom géant       | Slalom  | Combiné       |
| ------------------------------------------ | ------------------ | ----------------- | ------------------ | ------- | ------------- |
| Championnats 1989                          |                    |                   |                    |         | Médaille d'or |
| Championnats 1990                          |                    |                   |                    |         |               |
| Championnats 1991                          | Médaille d'or      |                   |                    |         |               |
| Championnats 1992                          |                    |                   |                    |         |               |
| Championnats 1993                          |                    | Médaille d'or     |                    |         |               |
| Championnats 1994 Serre Chevalier/Les Arcs |                    |                   |                    |         |               |
| Championnats 1995 Morzine/Les Arcs         | Médaille d'or      | Médaille d'argent | 5e                 | Abandon |               |
| Championnats 1996 Les Menuires             | Médaille d'argent  | Médaille d'or     | Médaille d'or      | —       |               |
| Championnats 1997 L'Alpe d'Huez            | Médaille de bronze | 5e                | Médaille d'argent  | —       |               |
| Championnats 1998 Serre Chevalier          | Médaille de bronze | Médaille d'argent | Médaille d'argent  | Abandon |               |
| Championnats 2000 Valloire                 | Abandon            | —                 | Médaille de bronze | —       |               |
| Championnats 2001 Courchevel               | —                  | —                 | Médaille d'or      | —       |               |